# Protocollo di Londra (1877)
Il protocollo di Londra del 21 marzo 1877 venne firmato da Impero russo e Regno Unito durante la guerra russo-turca del 1877-1878. Lo zar si impegnava, in caso di vittoria russa, a non creare degli Stati fantocci nei Balcani. Il governo britannico, da parte sua, sarebbe rimasto neutrale in ogni conflitto tra la Russia e l'Impero ottomano. Lo scopo del protocollo era di mantenere un equilibrio di potenza nei Balcani evitando l'intervento di altre Potenze nella regione.
A seguito del trattato di Santo Stefano, con il quale la Russia intendeva favorire la creazione di una "grande Bulgaria", il Regno Unito denunciò il protocollo di Londra del 1877 e minacciò di intervenire militarmente.